# Looc (Romblon)
Looc é um município de  quarta classe de renda municipal (d) na província Romblon, nas Filipinas. De acordo com o censo de 1 de maio  de  2020, possui uma população de 21 799 pessoas e 5 641 domicílios.